# Massimo Fecchi
Massimo Fecchi, als Comic-Künstler besser bekannt unter seinem Nachnamen Fecchi, (* 7. September 1946 in Città di Castello) ist ein italienischer Comiczeichner. Zu seinen eigenen Schöpfungen gehören Globulo Rosso und Giuseppe (dt. Jonathan, der rasende Reporter), bekannt ist er hauptsächlich als Zeichner von Fix-und-Foxi- und Disney-Comics.

## Leben
Nach einer Ausbildung als Zeichenlehrer am Kunstinstitut von Rom begann Fecchi 1964 für das Magazin Le Pioniere dell'Unita zu arbeiten, wo er die Serie Picchio & Pacchio übernahm. Nach einer Weiterbildung als Animationszeichner arbeitete er ab 1965 auch für das Jet Animation Studio, nebenbei fertigte Fecchi Zeichnungen für das Magazin Miao an.
1967 zeichnete Fecchi seine erste eigene Figur, Globulo Rosso (dt. rotes Blutkörperchen) im gleichnamigen Comic-Strip, im Rahmen eines Wettbewerbes einer italienischen Tageszeitung und des Salone dei Comics in Lucca, deren ersten Preis Fecchi, zusammen mit anderen Künstlern, damit gewann. In den späten 60er-Jahren arbeitete er für Rosi Studio zusammen mit Giorgio Cambiotti und Massimo Belardinelli an den Serien Kriminal und Jacula (veröffentlicht durch Edilfumetti). Ab 1968 entstanden auch humorvolle Zeichnungen für die monatliche Programmzeitschrift Telezecchino editiert von Editoriale Campi, für das er auch die meisten Coverabbildungen schuf. Seine bekannteste Arbeit dieser Zeit war die Figur Giuseppe, die er nach Texten von Isa Mogherini fünf Jahre lang für Telezecchino zeichnete, und die später auch im Bastei-Verlag als Jonathan, der rasende Reporter in Deutschland erschien.
Für die Studios Giolitti in Rom zeichnete Fecchi in den 70er-Jahren Geschichten der bekannten Warner Bros.-Figuren Tom und Jerry, Bugs Bunny, Woody Woodpecker, neben anderen. Ab 1972 schuf Fecchi zahlreiche Geschichten für den Kauka-Verlag, unter anderem für Die 7 Schnuckel und Pepito, und bis 1995 für das Flaggschiff des Verlages, Fix und Foxi.
Seit 1998 zeichnet er für Ehapa, für die er seither Geschichten rund um das „Duck-Universum“ für das Lustige Taschenbuch verfasst.
Fecchis eigene, 1996 bei Pabel-Moewig gestartete, Serie Odysseus wurde nach drei Bänden 1997 wieder eingestellt.
Fecchi ist verheiratet, hat zwei Kinder und lebt mit seiner Familie in Rom.

## Arbeitsweise und Einfluss
Massimo Fecchi fertigt grundsätzlich alle Bleistiftzeichnungen, Charaktere und Hintergründe an, die Mitarbeiter seines jeweiligen Studios ergänzen dann die Tusche und die Kolorierung.
In der Regel zeichnet er etwa eine Comic-Seite pro (Arbeits-)Tag.
Als Einfluss nennt Fecchi Benito Jacovitti und die französischen Comic-Künstler zur Zeit des Beginns seiner Karriere, insbesondere Albert Uderzo.
Seine Geschichte Mit Charme & Schnauze, die in LTB 475 erschien, ist eine Hommage an die Peanuts-Reihe von Charles M. Schulz.

## Auszeichnungen
- 1967 – Preisträger beim Comicsalon in Lucca mit Globulo Rosso[4]

## Veröffentlichungen in Deutschland (Auswahl)
- Odysseus 1 – Der Schatz von Troja und der Riese Polyphem (1996)
- Odysseus 2 – ... und die Zauberin Circe (1997)
- Odysseus 3 – Die schöne Nausicaa im Lande von Feaci (1997)

Einzelgeschichte der sieben Schnuckel in Pepito
- Pepito 14/1973 – Der Meckerschnuckel auf Abwegen
- Pepito 22/1973 – Der Modeklau
- Pepito 28/1973 – Gesalzen und gepfeffert
- Pepito 30/1973 – Ein schnuckeliges Kunstwerk
- Pepito 34/1973 – Affenzirkus
- Pepito 02/1974 – Alle Neune
- Pepito 09/1974 – Der schüchterne Hugo
- Pepito 11/1974 – Terror mit der Tante
- Pepito 15/1974 – Petri Heil
- Pepito 16/1974 – Kidnapping
- Pepito 18/1974 – So ein Theater
- Pepito 19/1974 – Aufs Kreuz gelegt

Einzelgeschichte in Lustiges Taschenbuch
- LTB 242 – Wettlauf der Erben
- LTB 250 – Jubiläumsausgabe
- LTB 256 – Die Vulkaninsel
- LTB 258 – Der Waldgeist
- LTB 259 – Die große Flut
- LTB 260 – Der Alptraum-Abwasch
- LTB 262 – Dämonische Doppelgänger
- LTB 276 – Ein tolles Hobby
- LTB 280 – Der Herr des Dschungels
- LTB 281 – Gefangen in Darkmoor
- LTB 283 – Die geheimnisvolle Maske
- LTB 284 – Ein verrücktes Pferderennen
- LTB 286 – Unter Wölfen
- LTB 288 – Superhelden im Doppelpack
- LTB 291 – In den Fängen der Mumie
- LTB 292 – Sprung in die Zukunft
- LTB 294 – Der Plattfuß aus den Wäldern
- LTB 297 – In den Klauen der Krokonen
- LTB 298 – Der Ball ist rund
- LTB 299 – 70 Jahre Superstar
- LTB 301 – Es kann nur einen geben!
- LTB 302 – Der listige Lampengeist
- LTB 305 – Superheld im Anflug!
- LTB 306 – Onkel Dagobert blickt durch
- LTB 307 – Glückwunsch Glückspilz!
- LTB 308 – Gefahr aus der Tiefe
- LTB 310 – Der Schwarze Schatten
- LTB 312 – Die Unterwasser-Pillen
- LTB 314 – Der mürrische Donulk
- LTB 315 – Ein übler Schwindel
- LTB 316 – Der Piratenschatz
- LTB 318 – Ein Rätsel zum Geburtstag
- LTB 319 – Der Herr der Klinge
- LTB 320 – Wettkampf der Magier
- LTB 321 – Der verhexte Glückspilz
- LTB 323 – Operation Omega
- LTB 347 – Spione wie wir
- LTB 350 – Jubiläumsausgabe
- LTB 351 – Volltreffer
- LTB 352 – Reif für die Insel (Rahmengeschichte)
- LTB 353 – Reif für die Insel
- LTB 355 – Ein Hundeleben
- LTB 368 – Neffen in Gefahr
- LTB 369 – Es war genau vor 40 Jahren
- LTB 373 – Flucht nach Duckland
- LTB 390 – Alles Gute, Donald!
- LTB 394 – Horror im Schummelsumpf
- LTB 396 – Fähnleinführer wider Willen
- LTB 396 – Der Schatz des schwarzen Skorpions
- LTB 398 – Das Gespenst von Ganderville
- LTB 399 – Das Monster-Mammut
- LTB 400 – Her mit dem Käse!
- LTB 401 – Hart erkämpftes Picknick
- LTB 421 – Geld auf Abwegen
- LTB 523 – Die Ducks auf Kreuzfahrt

Einzelgeschichte in Fix und Foxi
- Fix & Foxi 10/2006 – Der Rausschmiss-Künstler
- Fix & Foxi 1/2008 – Die Weihnachts-Ballerbande (unveröffentlichte Fix & Foxi-Geschichte von 1994)
- Fix & Foxi 4/2008 – Die zauberhafte Nacht
- Fix & Foxi 9/2008 – Isegrim und Reineke

## Einzelbelege
1. ↑  http://www.splashcomics.de/php/specials/seiten/2545
2. ↑  http://www.bertel-express.de/dateien/BE12.pdf
3. ↑  http://www.splashcomics.de/php/specials/seiten/2545
4. ↑  http://www.fieselschweif.de/kuenstler/mfecchi/

| Personendaten    | Personendaten               |
| ---------------- | --------------------------- |
| NAME             | Fecchi, Massimo             |
| KURZBESCHREIBUNG | italienischer Comiczeichner |
| GEBURTSDATUM     | 7. September 1946           |
| GEBURTSORT       | Città di Castello           |